# Johan Thorsøe
Johan Niels Martinus Thorsøe (29. října 1834 v Kodani – 5. srpna 1909 tamtéž) byl všestranný dánský kreslíř, litograf a fotograf.

## Životopis
Jeho rodiče byli mistr švec Johan Julius Thorsøe a Ludevine Frederikkeová rozená Nielsenová. Vyučil se litografem u Emila Bærentzena a C. M. Tegnera. Osvojil si také fotografickou techniku a od roku 1857 pracoval jako umělec ve Švédsku, kde si na umělecké akademii ve Stockholmu prohloubil znalosti o litografii. Ve švédském hlavním městě také zrealizoval některá díla. Poté pracoval jako fotograf, nejprve v Örebro 1860-1861, poté v Borgå (později Porvoo) ve Finsku 1861-1862 a poté byl zaměstnán ve fotografické firmě Budtz Müller & Co. v Kodani.
Realizoval – aniž by měl dokončené studium litografie – velké množství portrétů a portrétních skupin královské rodiny, tedy Frederika VII., Kristiána IX. a jeho rodiny pro různá obrazová nakladatelství, mj. v sérii Copenhagen Litografier (asi 1863) a Danske Litografier (1869). Kreslil a litografoval také portréty Jense Holbecha (1869), politika J. A. Hansena (1877), kaplického hudebníka Valdemara Schiøtta (1879) a J. B. S. Estrupa (1887). Kromě toho přispíval ilustracemi do průmyslového magazínu Danmarks industrielle Etablissementer (1887-1889).
Je zastoupen ve sbírce Kobberstiksamlingen.
Johan Thorsøe zemřel ve svých 74 letech dne 5. srpna 1909 je pohřben na hřbitově Holmens Kirkegård.

## Galerie

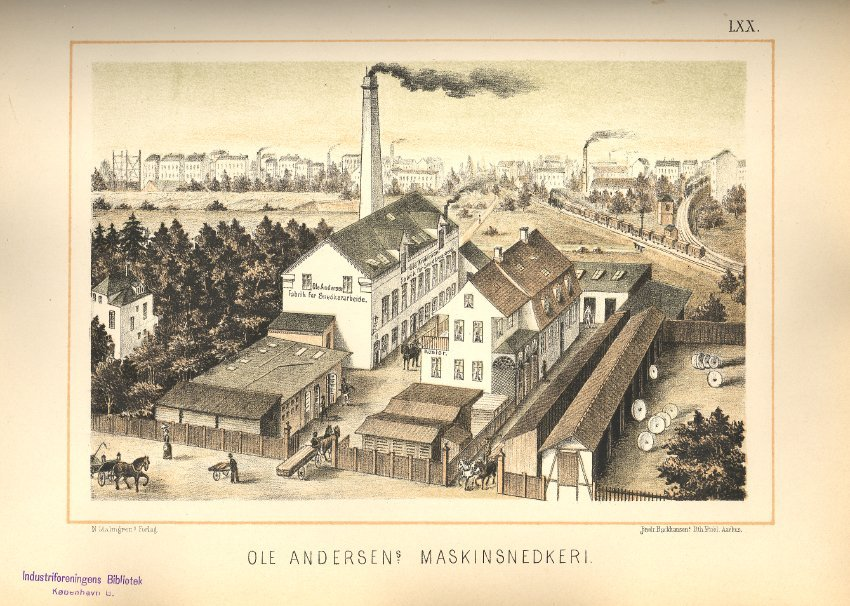
Ole Andersens Fabrik for Snedkerarbejde
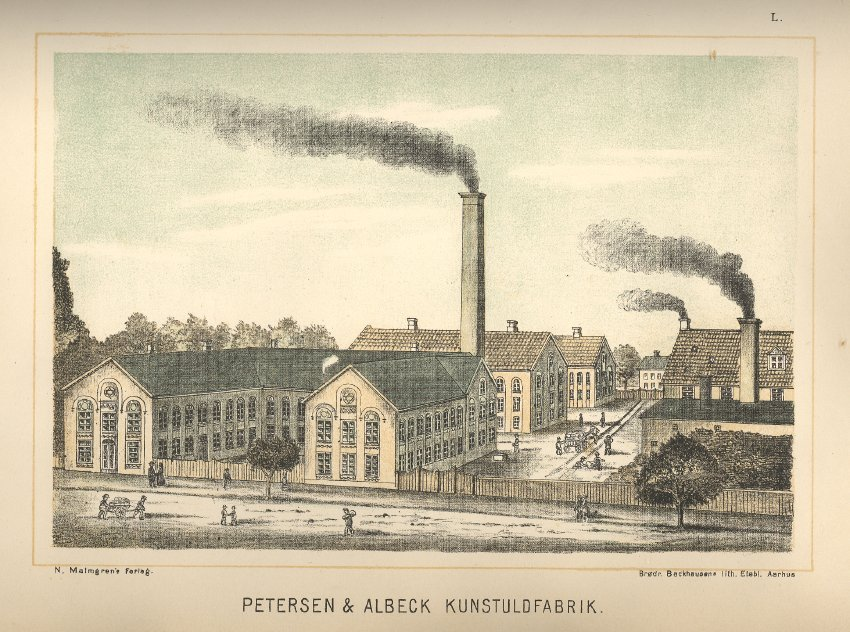
Petersen & Albecks Kunstuldfabrik
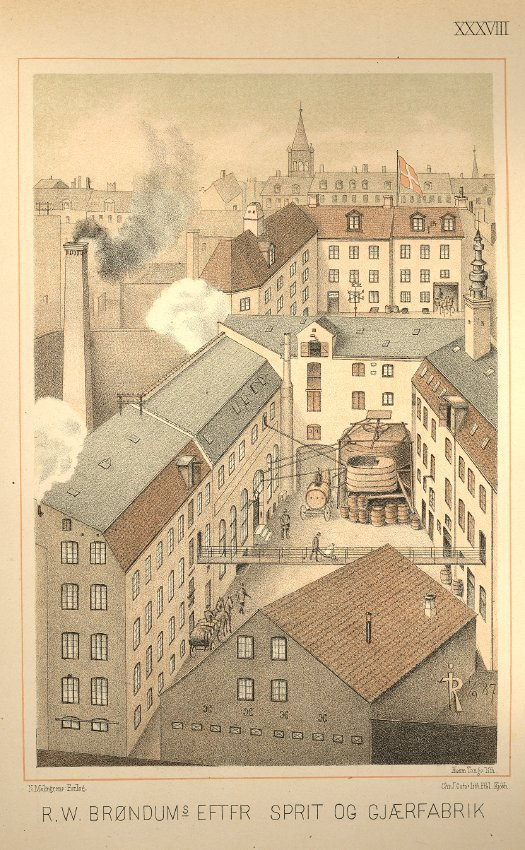
R. W. Brøndums Efterfølgers Sprit- og Gjærfabrik
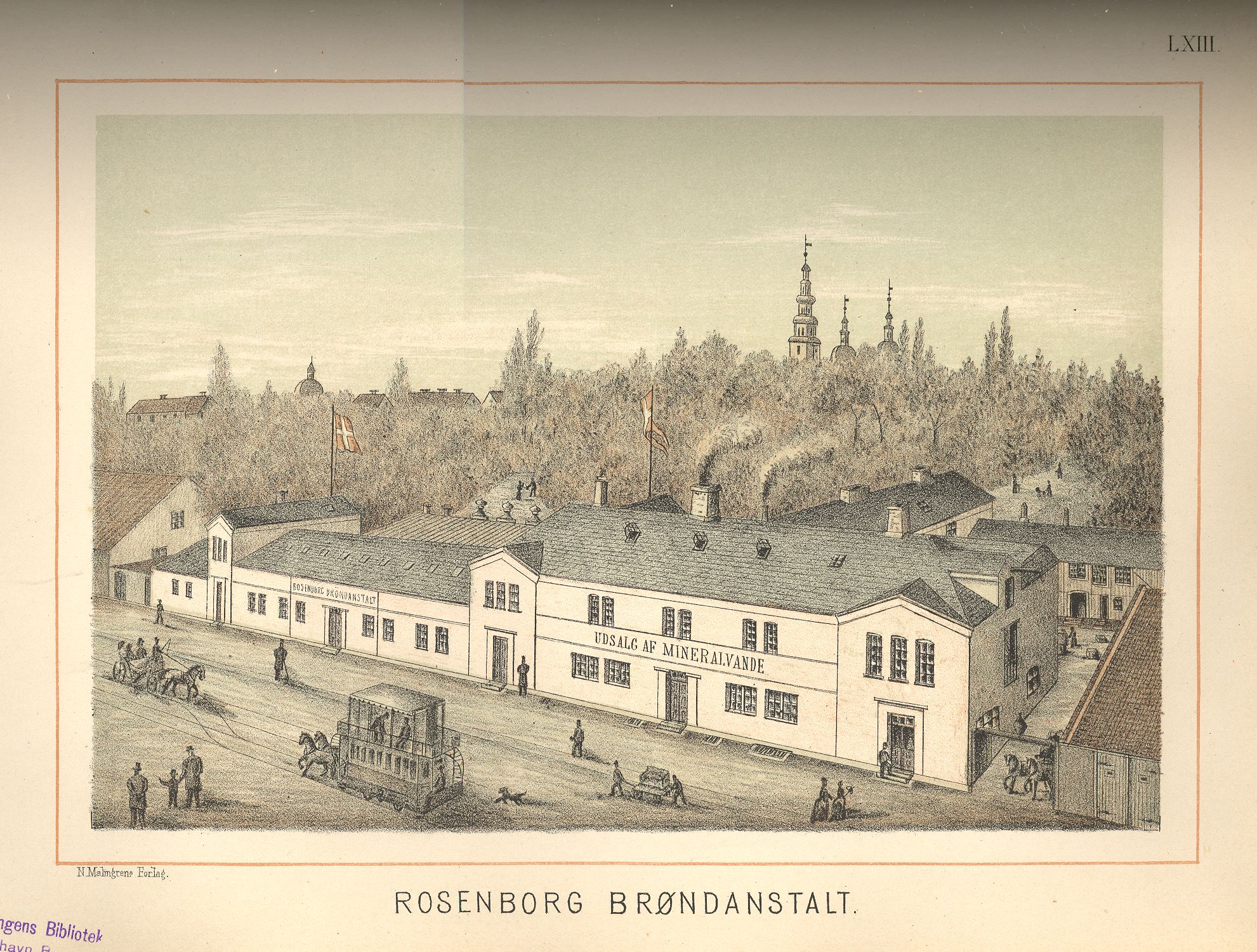
Rosenborg Brøndanstalt, 1888
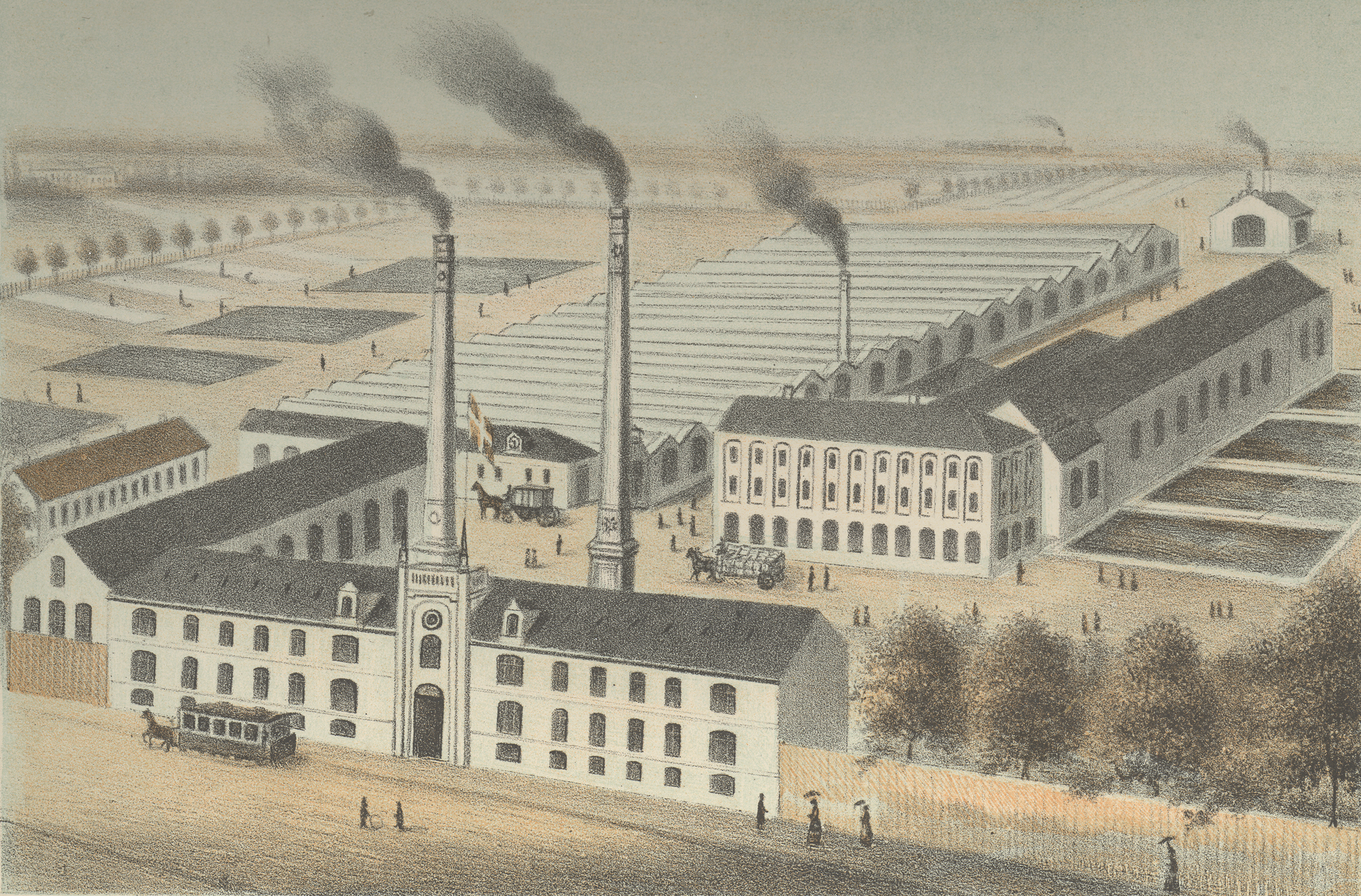
Rubens Fabrikker, 1888
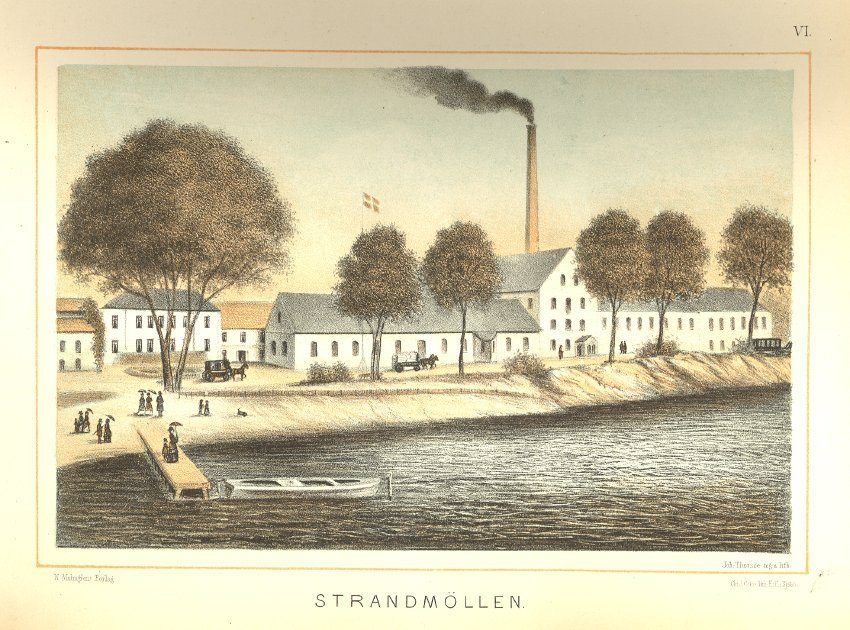
Strandmøllen, asi 1888
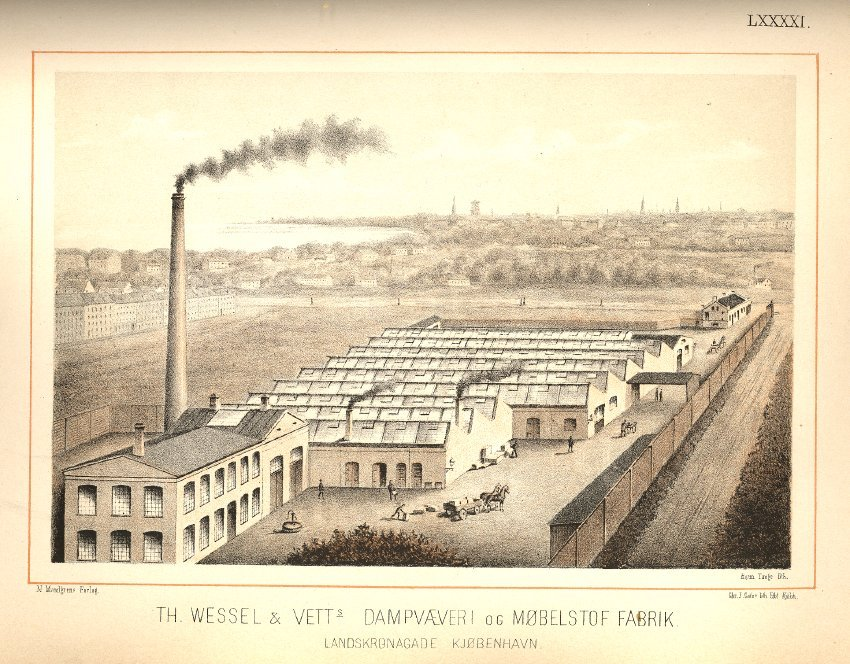
Th. Wessel & Vetts Dampvæveri og Møbelstof-Fabrik
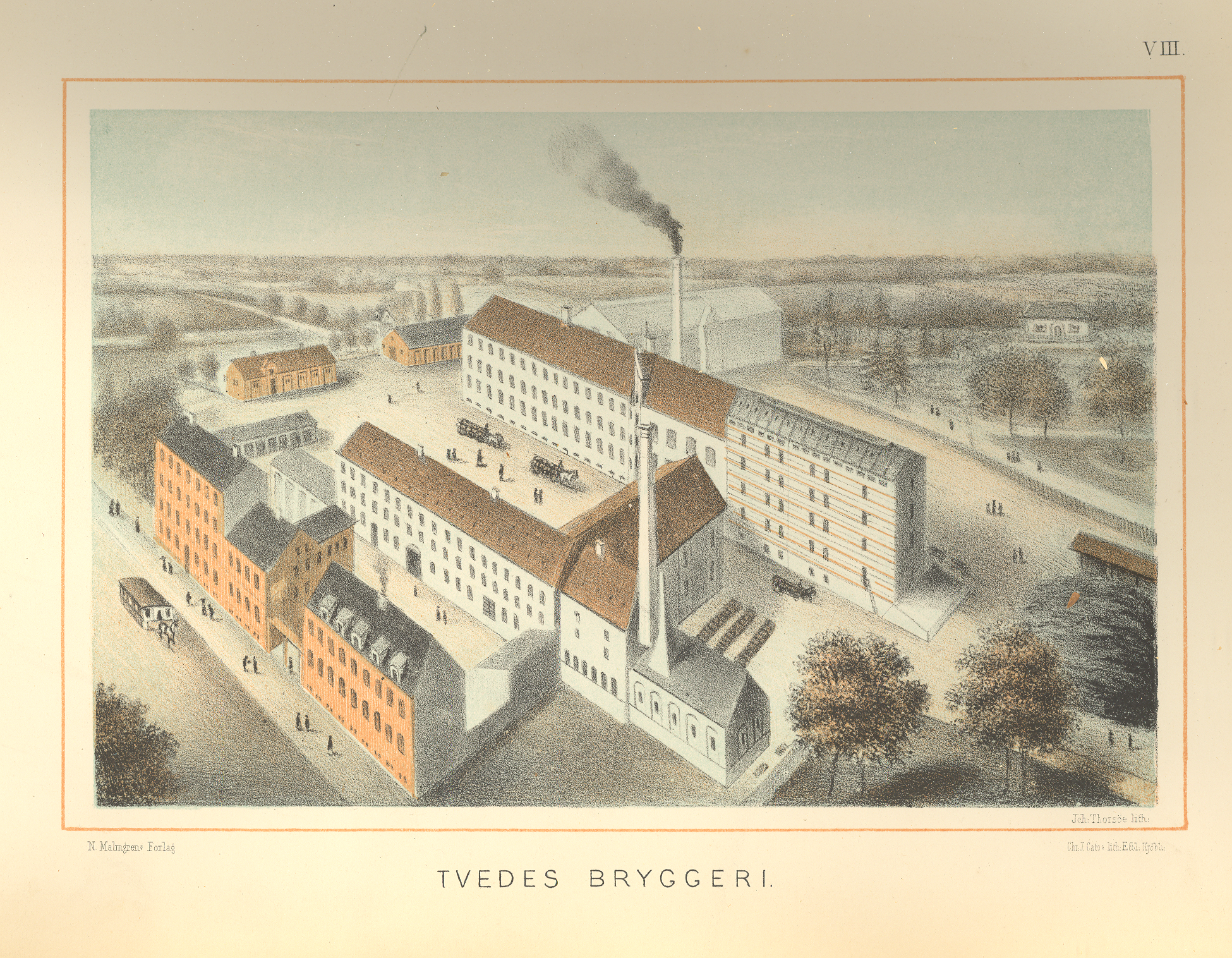
Tvedes Bryggeri 1888